# Johann Balthasar Beyschlag
Johann Balthasar Beyschlag (* 4. November 1669 in Schwäbisch Hall; † 14. September 1717 in Schwäbisch Hall) war ein deutscher evangelischer Theologe und Kirchenliedkomponist.

## Leben
Als Sohn eines Ratsherrn bildete er sich am Gymnasium seiner Heimatstadt. Nach einer Bildungsreise durch Österreich, Böhmen und Sachsen studierte er 1687 in Wittenberg, wo er 1689 den akademischen Magistergrad erwarb und 1692 Adjunkt der philosophischen Fakultät wurde. Dabei verfasste er eine Biographie des einstigen Reformators Johannes Brenz. 1694 kehrte er in seine Vaterstadt zurück, wo er als Geistlicher 1710 Archidiakon und 1716 Dekan wurde. Sein Grabstein besagt, er habe ganz der Kirche, nicht sich selber gelebt.
Neben einigen erbaulichen Schriften veröffentlichte er 1699 in Nürnberg sein Werk „Gottgeheiligte Kirchen und Hausandacht oder neu verfertigtes evangelisches Gesangs- und Gebetbuch“. In diese Sammlung hatte er schon einige eigene Lieder aufgenommen, die er in „Centifolia melica oder hundertblättrige Liederrose“ (Nürnberg 1709) fortsetzt. Einige seiner Lieder fanden noch in die Landesgesangbücher späterer Jahrhunderte Eingang. So zum Beispiel „Es lebt ja noch der alte Gott“, „Im Himmel ist gut wohnen“, „Mein liebster Heiland, Jesu Christ“ und „Nur Flügel, ja, dem Himmel zu“.